# DE Геркулеса
DE Геркулеса (лат. DE Herculis), HD 347906 — одиночная переменная звезда* в созвездии Геркулеса на расстоянии (вычисленном из значения параллакса) приблизительно 6875 световых лет (около 2108 парсек) от Солнца. Видимая звёздная величина звезды — от +12,5m до +10,8m.
Открыта Лукасом Плаутом в 1931 году.

## Характеристики
DE Геркулеса — красно-оранжевый гигант, пульсирующая полуправильная переменная звезда типа SRD (SRD) спектрального класса K0-M3e, или K0. Радиус — около 54,59 солнечного, светимость — около 1223,44 солнечной. Эффективная температура — около 4620 K.